# Serena Eddy-Moulton
Serena Eddy-Moulton (Burlington, 20 de mayo de 1964) es una deportista estadounidense que compitió en remo.
Ganó una medalla de bronce en el Campeonato Mundial de Remo de 1993, en la prueba de cuatro scull. Participó en los Juegos Olímpicos de Barcelona 1992, ocupando el quinto lugar en la misma prueba.

## Palmarés internacional
| Campeonato Mundial | Campeonato Mundial       | Campeonato Mundial | Campeonato Mundial |
| Año                | Lugar                    | Medalla            | Prueba             |
| ------------------ | ------------------------ | ------------------ | ------------------ |
| 1993               | Račice (República Checa) | Medalla de bronce  | Cuatro scull       |